# Mezium horridum
Mezium horridum is een keversoort uit de familie klopkevers (Ptinidae). De wetenschappelijke naam van de soort werd in 1951 gepubliceerd door Lindberg.